# 多結晶

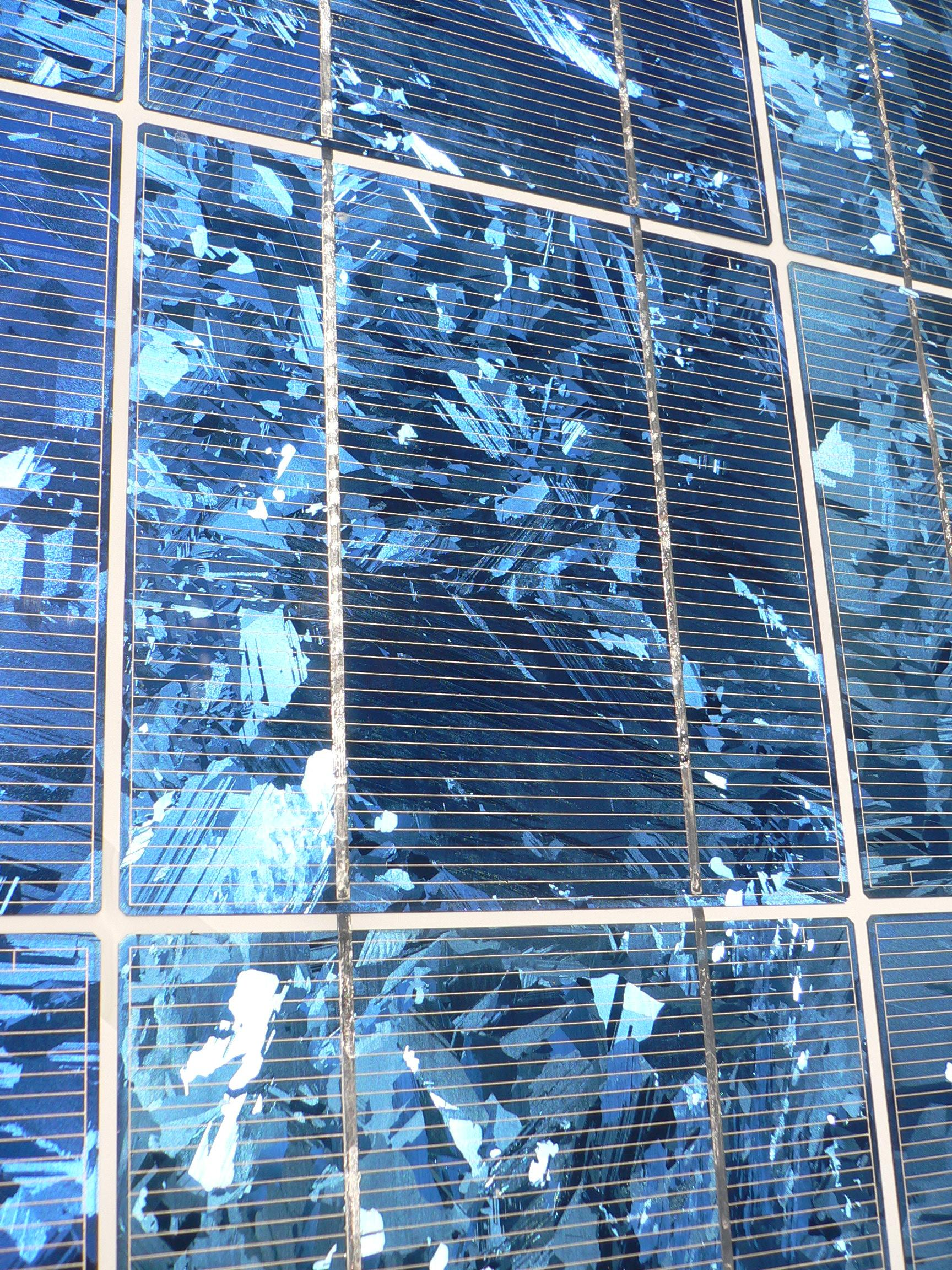
多結晶シリコンで作られた太陽電池。光の反射で一つ一つの結晶の形が現れている。

多結晶（たけっしょう、Polycrystalline）は、固体が多数の微小な単結晶すなわち微結晶（結晶粒、結晶子）から構成されていることを示す。多結晶の物体は、多結晶体（たけっしょうたい、Polycrystal）または単に多結晶と呼ばれる。多くの金属やセラミックスは多結晶体である。

## 構造
- 多結晶は複数の単結晶から構成されているため、互いに隣接する単結晶間に結晶粒界と呼ばれる界面が存在する。
- 多結晶を構成する微結晶の結晶軸は一般に乱雑な方向を向いているが、一定の方向に揃う傾向を持つこともある。

## 性質
- 一般に多結晶は単結晶より強度が小さい。
- 結晶粒界の性質は結晶内部とは異なっており、微結晶が小さくなるに従って結晶粒界の性質が強調される傾向がある。

## 用途
多結晶としての性質を積極的に応用した例を示す。
- バリスタは結晶粒界の電気的性質を応用した電子部品である。